# Hans Binder
Pour les articles homonymes, voir Binder.
Hans Binder, né le 12 juin 1948 à Zell am Ziller, en Autriche, est un pilote automobile autrichien, qui a notamment disputé plusieurs courses du championnat du monde de Formule 1 de 1976 à 1978.

## Biographie
Hans Binder n'est pas le premier pilote automobile de sa famille: son père, Franz Binder, a notamment participé à plusieurs épreuves de rallyes au niveau national. La carrière de pilote de Hans Binder commence en 1972 lorsqu'il participe à des courses en Formule Ford. En 1973, il devient champion d'Autriche de la catégorie et termine deuxième du championnat européen. En 1974, il prend part au Championnat d'Allemagne de Formule 3 et termine deuxième au classement final. Dès 1975, il est engagé dans l'équipe dirigée par Helmut Marko au Championnat d'Europe de Formule 2 dans lequel il termine 14e en 1975 et 8e en 1976.
Il participe à sa première course en Formule 1 lors du Grand Prix d'Autriche 1976. Il est engagé par la Team Ensign pour une course en remplacement de Chris Amon qui a été licencié par son équipe. Parti de la 19e place, au il abandonne au 47e tour à cause d'un problème à son accélérateur. En fin de saison, il participe au Grand Prix du Japon 1976 en remplacement de Masami Kuwashima au sein de l'équipe Walter Wolf Racing. Il abandonne au 49e tour à cause d'un problème sur une de ses roues.
EN 1977, Binder signe un contrat avec l'équipe Surtees et prend part aux six premières courses de la saison. Il obtient une neuvième place au Grand prix d'Espagne 1977. Il participe ensuite à deux courses avec l'écurie ATS et obtient son meilleur résultat avec une huitième place au Grand Prix des Pays-Bas 1977. Il termine la saison avec l'écurie Surtees, mais des divergences sur les paiements et le sponsoring mettent en conflit Binder et John Surtees qui décide de ne pas renouveler le contrat du pilote.
Hans Binder se retire de la compétition automobile. Toutefois, il participe une dernière fois à une course de Formule 1 à domicile lors du Grand Prix d'Autriche 1978. Avec une monoplace peu performante fournie par l'écurie ATS, il échoue à se qualifier pour la course principale.

## Carrière

### Résultats en championnat du monde de Formule 1
| Saison | Écurie                             | Châssis                        | Moteur                   | Pneus    | GP disputés | Pole positions | Victoires | Podiums | Meilleurs tours | Dans les points | Abandons | Points inscrits | Classement |
| ------ | ---------------------------------- | ------------------------------ | ------------------------ | -------- | ----------- | -------------- | --------- | ------- | --------------- | --------------- | -------- | --------------- | ---------- |
| 1976   | Team Ensign Walter Wolf Racing     | Ensign N176 Wolf–Williams FW05 | Ford-Cosworth DFV 3.0 V8 | Goodyear | 2           | 0              | 0         | 0       | 0               | 0               | 2        | 0               | -          |
| 1977   | Durex Team Surtees ATS Racing Team | Surtees TS19 Penske PC4        | Ford-Cosworth DFV 3.0 V8 | Goodyear | 12          | 0              | 0         | 0       | 0               | 0               | 0        | 0               | -          |
| 1978   | ATS Racing Team                    | ATS HS1                        | Ford-Cosworth DFV 3.0 V8 | Goodyear | 1           | 0              | 0         | 0       | 0               | 0               | 0        | 0               | -          |
|        | Total                              |                                |                          |          | 15          | 0              | 0         | 0       | 0               | 0               | 2        | 0               |            |